# Zygmunt Szparkowski
Zygmunt Szparkowski (ur. 26 listopada 1902 w Nasielsku, zm. 7 lipca 1988 we Wrocławiu) – polski inżynier, automatyk i informatyk, współtwórca polskiej automatyki oraz Wydziału Łączności (1951/1952, 1956–1960) i Wydziału Elektroniki Politechniki Wrocławskiej. Rektor tej uczelni.

## Życiorys
Absolwent Politechniki Warszawskiej, podczas studiów związany z korporacją Coronia (pełnił m.in. funkcję oldermana). W 1939 naczelnik wydziału w Ministerstwie Poczt i Telegrafów. W 1939  był naczelnikiem wydziału ministerstwa, gdy podczas oblężenia Warszawy kierował pracami cywilnego personelu telekomunikacji. Członek AK, w czasie okupacji we własnym warsztacie składał sprzęt łącznościowy, pracował w wytwórni amunicji. Dwukrotnie został odznaczony Krzyżem Walecznych. W 1945 organizował łączność na Dolnym Śląsku. Od 1950 profesor Wydziału Mechaniczno-Elektrycznego Politechniki Wrocławskiej, gdzie zorganizował Katedrę Teletechniki, przekształconą w 1956 w pierwszą w Polsce Katedrę Telemechaniki i Automatyki. W latach 1952–1955 prorektor, a w latach 1960–1969 rektor Politechniki Wrocławskiej. Podczas wydarzeń Marca 1968, pełniąc funkcję rektora, protestujących skreślał z listy studentów i zeznawał przeciwko nim.
Za działalność naukową, dydaktyczną i społeczną otrzymał odznaczenia państwowe Order Sztandaru Pracy I Klasy (1964) i Krzyż Kawalerski Orderu Odrodzenia Polski, Odznakę Zasłużonego dla Dolnego Śląska, Odznakę Budowniczego miasta Wrocławia, tytuł doktora honoris causa Politechniki Wrocławskiej (16 XII 1974) oraz Uniwersytetu Technicznego w Dreźnie (12 X 1978). Pochowany na Cmentarzu św. Wawrzyńca we Wrocławiu.

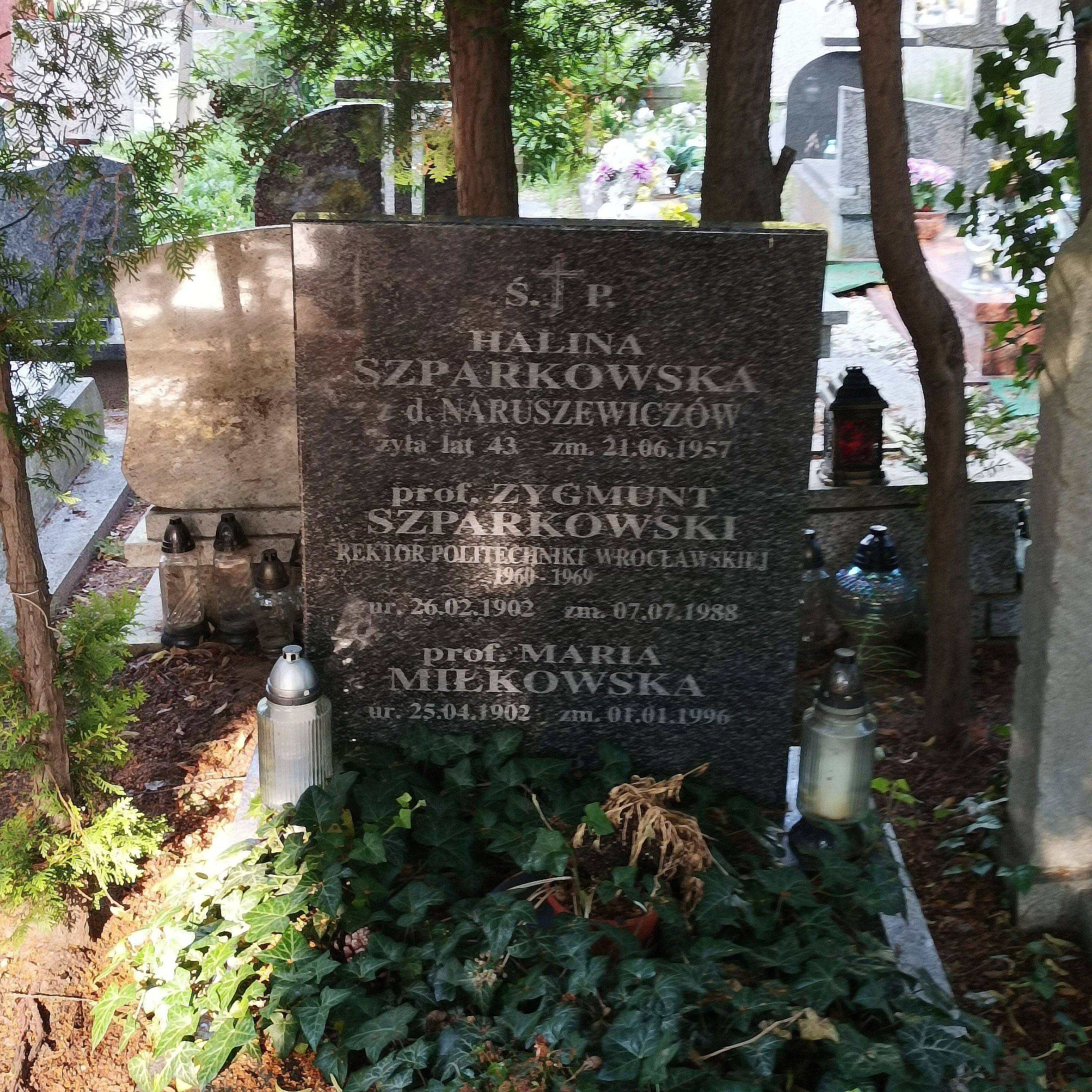
Grób prof. Zygmunta Szparkowskiego i Marii Miłkowskiej na cmentarzu św. Wawrzyńca we Wrocławiu